# Warschauer Kammeroper

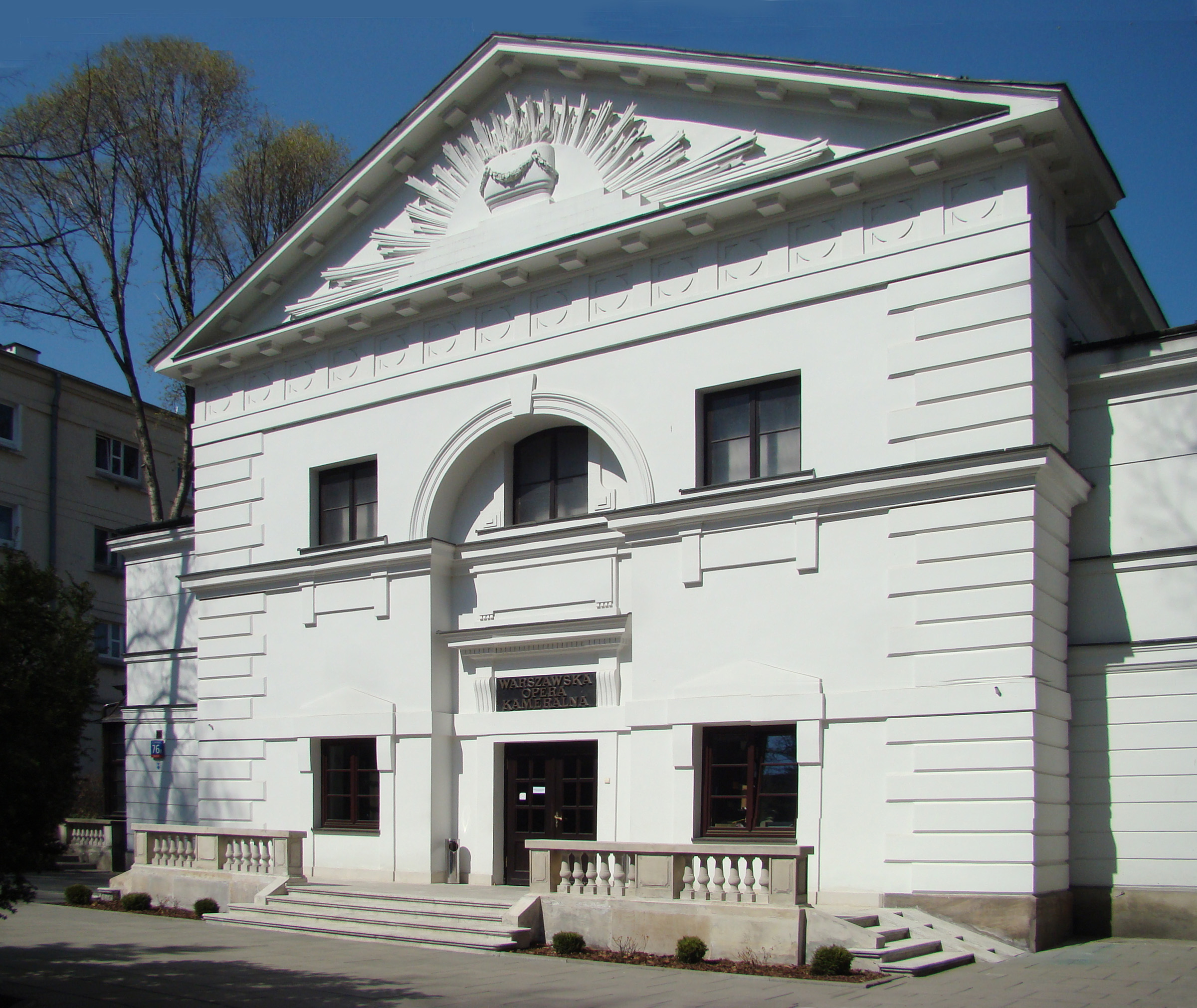
Gebäude der Warschauer Kammeroper

Die Warschauer Kammeroper (polnisch Warszawska Opera Kameralna; kurz: WOK) ist ein seit 1961 in Warschau wirkendes Opernhaus.

## Geschichte
Die Warschauer Kammeroper wurde 1961 von Stefan Sutkowski, dem späteren langjährigen Direktor, Jan Kulma, Joanna Kulmowa, Zofia Wierchowicz, Andrzej Sadowski und Juliusz Borzym gegründet und führte am 4. September 1961 als erstes Stück La serva padrona von Giovanni Battista Pergolesi auf.
Seit 1986 tritt sie in einem eigenen Theatergebäude auf, einem Palais von Simon Gottlieb Zug, in dem zuvor das Studencki Teatr Satyryków ihren Sitz hatte. Seit den 1990er-Jahren organisiert die Warschauer Kammeroper regelmäßig Opernfestivals. So wurde 1991 das Mozartfestival (polnisch Festiwal Mozartowski) ins Leben gerufen, bei dem das gesamte szenische Schaffen von Wolfgang Amadeus Mozart an einem Opernhaus gespielt wird. Seitdem findet das Festival jährlich im Juni statt. 1993 fand das Festival der Barockopern (polnisch Festiwal Oper Barokowych) statt, aus dem das seit 1995 zyklisch stattfindende Claudio-Monteverdi-Festival (polnisch Festiwal Claudia Monteverdiego) entstanden ist, auf dem die Opern L’Orfeo, Il ritorno d’Ulisse in patria und L’incoronazione di Poppea von Claudio Monteverdi aufgeführt werden.
Zum 400. Jubiläum der Oper als Gattung wurden von Oktober 2000 bis Oktober 2001 an der Warschauer Kammeroper 57 Bühnenstücke aufgeführt.
Im Dezember 2012 übernahm Jerzy Lach die Direktion. Ihm folgte im Oktober 2016 Alicja Węgorzewska-Whiskerd.